# Thyrsacanthus callistachyus
Thyrsacanthus callistachyus är en akantusväxtart som beskrevs av Christian Gottfried Daniel Nees von Esenbeck. Thyrsacanthus callistachyus ingår i släktet Thyrsacanthus och familjen akantusväxter. Inga underarter finns listade i Catalogue of Life.